# Кур ле Бен
Кур ле Бен (фр. Cours-les-Bains) насеље је и општина у југозападној Француској у региону Аквитанија, у департману Жиронда која припада префектури Лангон.
По подацима из 2011. године у општини је живело 215 становника, а густина насељености је износила 20,61 становника/km². Општина се простире на површини од 10,43 km². Налази се на средњој надморској висини од 148 метара (максималној 167 m, а минималној 85 m).

## Демографија
| 1962. | 1968. | 1975. | 1982. | 1990. | 1999. | 2011. |
| ----- | ----- | ----- | ----- | ----- | ----- | ----- |
| 158   | 223   | 201   | 175   | 138   | 157   | 215   |

График промене броја становника у току последњих година